# Mafilindo
Mafilindo, Wielka Konfederacja Malajska lub Maphilindo – proponowane państwo, które miałoby powstać poprzez zjednoczenie Malezji, Filipin i Indonezji.

## Nazwa
Nazwa państwa pochodzi od początkowych liter w nazwach ewentualnych krajów składowych (Malezja, Filipiny, Indonezja; po angielsku Malaysia, Philippines, Indonesia).  

## Historia
Pierwsza plany utworzenia państwa pojawiły się pod koniec lat 50. XX wieku. Jednak przełomowym momentem stał się szczyt w Manili, w którym uczestniczyli prezydent Filipin Diosdado Macapagal, prezydent Indonezji Sukarno oraz premier Malezji Tunku Abdul Rahman (szczyt został zorganizowany z inicjatywy Filipin). Szczyt odbył się w dniach 31 lipca – 5 sierpnia 1963 roku. W czasie szczytu przyjęto między innymi porozumienie z 31 lipca, deklaracje z 3 sierpnia oraz wspólne oświadczenie z 5 sierpnia. W tych dokumentach rządzący Malezją, Filipinami oraz Indonezją zobowiązali się do poszerzenia współpracy międzypaństwowej oraz zadeklarowali zamiar utworzenia konfederacji Mafilindo; strony jednak nie podały daty ani sposobu w jakich państwo miałoby powstać. Po szczycie nastąpiły jednak spory o kształt państwa; Sukarno zarządzał w nim przewodniej roli Indonezji, na co nie zgadzały się Filipiny i Malezja. Niedługo potem prezydent Sukarno przyjął tzw. politykę Konfrontasi (po indonezyjsku słowo oznacza Konfrontacja). Po tych wydarzeniach wszystkie strony zaniechały dalszych działań mających na celu utworzenie Mafilindo. Obecnie Mafilindo to termin pojawiający się głównie jako nazwa dla różnego rodzaju inicjatyw, projektów gospodarczych, zawodów sportowych, wydarzeń lub ćwiczeń wojskowych z udziałem Malezji, Indonezji oraz Filipin.